# Мы такие, какие есть
«Мы такие, какие есть» (англ. We Are What We Are) — американский фильм 2013 года режиссёра Джима Микла. Фильм является англоязычным ремейком мексиканского фильма 2010 года «Мы то, что мы есть». Премьера состоялась на кинофестивале Сандэнс 18 января 2013 года, также картина была показана на Каннском кинофестивале 2013 года в рамках программы «Двухнедельник режиссёров».

## Сюжет
Женщина по имени Эмма Паркер делает покупки в магазине, когда она возвращается к машине, у неё начинается кровотечение изо рта. Она теряет сознание и падает в канаву, заполненную дождевой водой, из-за чего умирает. Позднее шериф говорит Фрэнку Паркеру, что его жена умерла. Фрэнк посылает своих дочерей, Роуз и Айрис, на опознание тела. Доктор Бэрроу сообщает им, что по законам нужно провести аутопсию, в процессе которой находит следы болезни Куру. 
Фрэнк просит соседку Марж посидеть с сыном Рори во время похорон. Роуз и Айрис спорят, готовы ли они продолжать религиозные традиции своей матери. Айрис считает, что они должны совершить годовой ритуал. Рори заходит в сарай, где находит связанную молодую девушку, за что Фрэнк его ругает, говоря, что ему не разрешено туда заходить. Фрэнк требует, чтобы его дочери убили девушку, что они нехотя делают. Они готовят суп из её останков, после чего всей семьей поедают их. Марж приносит вегетарианское блюдо для Рори и говорит, что слышала плач в сарае, на что Айрис отвечает, что ей должно быть что-то показалось.
Бэрроу, чья дочь до этого пропала, находит фрагмент кости в речке, считая, что это человеческая кость. Шериф считает, что не стоит тратить на это время, но Бэрроу убеждает Андерса провести расследование. Им удаётся найти дополнительные улики. Айрис видит, как Андерс вылавливает что-то в речке, и пытается узнать у него, что он там ищет. Андерс говорит, что они обнаружили кости, которые Бэрроу считает человеческими. Айрис заводит Андерса в лес, где он признаётся ей в своих чувствах, и они начинают заниматься сексом. Фрэнк находит их, убивает Андерса и требует, чтобы Айрис вернулась в дом.
Фрэнк готовит ужин и добавляет целую банку порошка в суп. Перед тем, как они начинают ужинать, Роуз замечает остатки порошка и понимает, что отец хочет отравить их. Она пытается предупредить об этом Айрис, после чего скидывает тарелку Рори на пол. В это время к ним приходит Бэрроу, который нашел свидетельства того, что их семья занимается каннибализмом. Бэрроу хочет узнать у Фрэнка что случилось с Андерсом и его дочерью, украшение которой носит Айрис. Фрэнку удаётся достать пистолет из ящика и выстрелить в Бэрроу, но он случайно попадает в Айрис, вставшей на пути, и Бэрроу стреляет в Фрэнка. Роуз и Рори убегают и пытаются спрятаться в доме Марж. Фрэнк получает легкое ранение и ему удаётся отключить Бэрроу. Он следует в дом Марж и убивает её, а затем требует, чтобы дети вернулись обратно в дом. Фрэнк опять пытается заставить детей есть, но Роуз нападает на него и кусает его в шею, а Айрис вонзает нож в его руку. Вместе они начинают откусывать его плоть до тех пор пока Фрэнк не умирает. Роуз замечает, что Бэрроу еще жив, и оставляет украшение его дочери у него на груди. На следующее утром дети покидают город.

## В ролях
- Билл Сейдж — Фрэнк Паркер
- Эмбир Чайлдерс — Айрис Паркер
- Джулия Гарнер — Роуз Паркер
- Уайатт Рассел — Андерс
- Ник Дамичи — шериф
- Майкл Паркс — доктор Бэрроу
- Келли Макгиллис — Марж
- Кэсси Депайва — Эмма Паркер
- Джек Гор — Рори Паркер
- Одейя Раш — Элис Паркер

## Критика
Фильм получил в основном положительные оценки кинокритиков. На сайте Rotten Tomatoes фильм имеет рейтинг 86 % на основе 85 рецензий критиков со средней оценкой 7 из 10. На сайте Metacritic фильм получил оценку 71 из 100 на основе 27 рецензий, что соответствует статусу «в основном положительные отзывы».